# Trumgräshoppa
Trumgräshoppan (Psophus stridulus) är en sällsynt gräshoppa som är rödlistad som starkt hotad (EN). Den är lätt att känna igen när hannarna spelflyger, för då syns deras klarröda bakvingar och ett trummande ljud hörs.
Trumgräshoppan hittas på öppna solexponerade platser, såsom nyslagna torrbackar i söderläge. Det största hotet mot arten är igenväxning till följd av minskad slåttring. Antalet kända lokaler där trumgräshoppan finns har minskat med ungefär 70% under 1900-talet. Förr fanns den utbredd i södra Sverige, men idag finns flest lokaler i Östergötland. I övriga landskap upp till Uppland finns den bara på enstaka lokaler eller har försvunnit helt.